# Histoire nouvelle et divertissante du Bonhomme Misère
L’Histoire nouvelle et divertissante du Bonhomme Misère, attribué au Sieur de la Rivière, est un récit 
popularisée par la Bibliothèque bleue, qui a connu de multiples éditions au cours du XVIIIe siècle. La plus ancienne date de 1719, bien qu'il soit probable que le récit ait pu figurer dans le catalogue de Nicolas Oudot dès 1665.

## Résumé
Le titre complet est Histoire nouvelle et divertissante du bonhomme Misère, qui fera voir ce que c'est que la Misère, où elle a pris son origine, comme elle a trompé La Mort, et quand elle finira dans le monde.
Le récit se déroule en Italie, et est raconté au narrateur principal sous la forme d'un récit enchâssé par le curé de la paroisse du Bonhomme Misère. Deux voyageurs, Pierre et Paul, se retrouvent trempés par la pluie et cherchent à trouver refuge pour la nuit ; ils frappent à la porte d'un riche bourgeois appelé Richard. Alors que ce dernier leur refuse l'hospitalité, et se montre de plus odieux envers ses domestiques, Pierre et Paul sont généreusement accueillis par le Bonhomme Misère, et ce malgré la grande modestie de ses ressources.  
Ils apprennent alors que leur hôte, disposant d'un simple poirier pour subvenir à ses besoins, subit régulièrement des vols de poires. Ils prient le ciel pour que leur bienfaiteur obtiennent réparation. Le Bonhomme Misère se voit dès le lendemain doté de pouvoirs surnaturels : il est alors en mesure de séquestrer qui il souhaite sur son poirier, ce qui dissuade grandement les vols de fruits. Lorsque la Mort se présente à lui pour mettre fin à sa vie, il ruse et parvient à la capturer. Il la relâche, mais obtient en retour son immortalité. 

## Analyse
Si le cadre temporel de l'intrigue n'est pas précisé par le texte, on peut émettre l'hypothèse que l'histoire se déroule bien avant le temps de sa parution sous forme de livrets de colportage. Champfleury souligne en effet   que l'histoire fait appel à l'esthétique macabre qui s'est répandue à partir du XIVe siècle : Misère semble appartenir à un univers médiéval bien plus qu'au XVIIIe siècle. L'apparition de la mort reprend en effet de nombreuses caractéristiques des danses macabres (personnification, port de la faux, rappel de la nécessité de quitter la vie terrestre...).
La conclusion du récit ; « Misère, si âgé soit il, a vécu depuis ce temps-là dans la même pauvreté, près de son cher poirier, et, suivant les promesses de la Mort, il restera sur la terre tant que le monde sera monde » témoigne jouit d'un second degré d'interprétation si l'on considère le Bonhomme comme une allégorie de la misère. Le récit livre alors une morale qui pousse le lecteur à la résignation et à l'acceptation de la fixité de l'ordre social.
Le récit se livre bien souvent à la condamnation morale de l'enrichissement que l'on retrouve dans la doctrine catholique. Le personnage du bourgeois Richard, à l’onomastique très révélatrice, semble corrompu par sa richesse. Cette condamnation se retrouve également dans le discours de Paul, qui, s'adressant à la domestique du bourgeois, s'exclame « De l'argent ! [...] vous êtes bien heureuse si vous en avez pas [...] l'argent est ordinairement la perte d'un grand nombre d'âmes [...] ».